# Hans-Peter Niedermeier
Hans-Peter Niedermeier (* 1954) ist ein deutscher Politiker und Bildungsmanager. Er leitete bis zum 30. Juni 2020 das Förderungswerk der Hanns-Seidel-Stiftung.

## Leben
Hans-Peter Niedermeier studierte Politikwissenschaft, Katholische Theologie und Geschichte an der Universität München. Bereits als Schüler war er in der Schüler-Union aktiv und gab eine Schülerzeitung heraus; später trat er der Jungen Union bei. Als wissenschaftlicher Referent für Pressearbeit, Medienpolitik und journalistische Nachwuchsförderung begann er 1980 seine Arbeit bei der Hanns-Seidel-Stiftung. Er leitete dort die Redaktion der „Werkstatt“, des Stiftungsmagazins für junge Journalisten.
1991 wurde er zum Leiter des Förderungswerkes befördert. Er wurde 1999 an der Hochschule Mittweida zum Honorarprofessor für den Bereich „Politische Systeme“ ernannt. 2014 verlieh ihm aufgrund des Vorschlags der Klausenburger Fakultät für Politik-, Verwaltungs- und Kommunikationswissenschaften und des Beschlusses des Senats die Babeș-Bolyai-Universität Cluj eine weitere Professur Honoris causa. Die Nationale Iwan-Franko-Universität Lwiw (Lemberg) und die Lucian-Blaga-Universität Hermannstadt verliehen ihm jeweils die Ehrendoktorwürde. Im Dezember 2019 zeichnete ihn die Hochschule Mittweida mit der Goldenen Ehrennadel aus, Begründung: Er verfüge „über beste Verbindungen und ein enges Netz von Altstipendiaten in Führungspositionen von Politik, Medien und Wirtschaft in nahezu allen Regionen der Welt“.
Hans-Peter Niedermeier engagiert sich im Club der Altstipendiaten der Hanns-Seidel-Stiftung (CdAS e.V.).

## Werk
- Politischer Extremismus und Parteien / hrsg. von Eckhard Jesse und Hans-Peter Niedermeier, Berlin 2007, ISBN 9783428125968